# Wouter Pleijsier

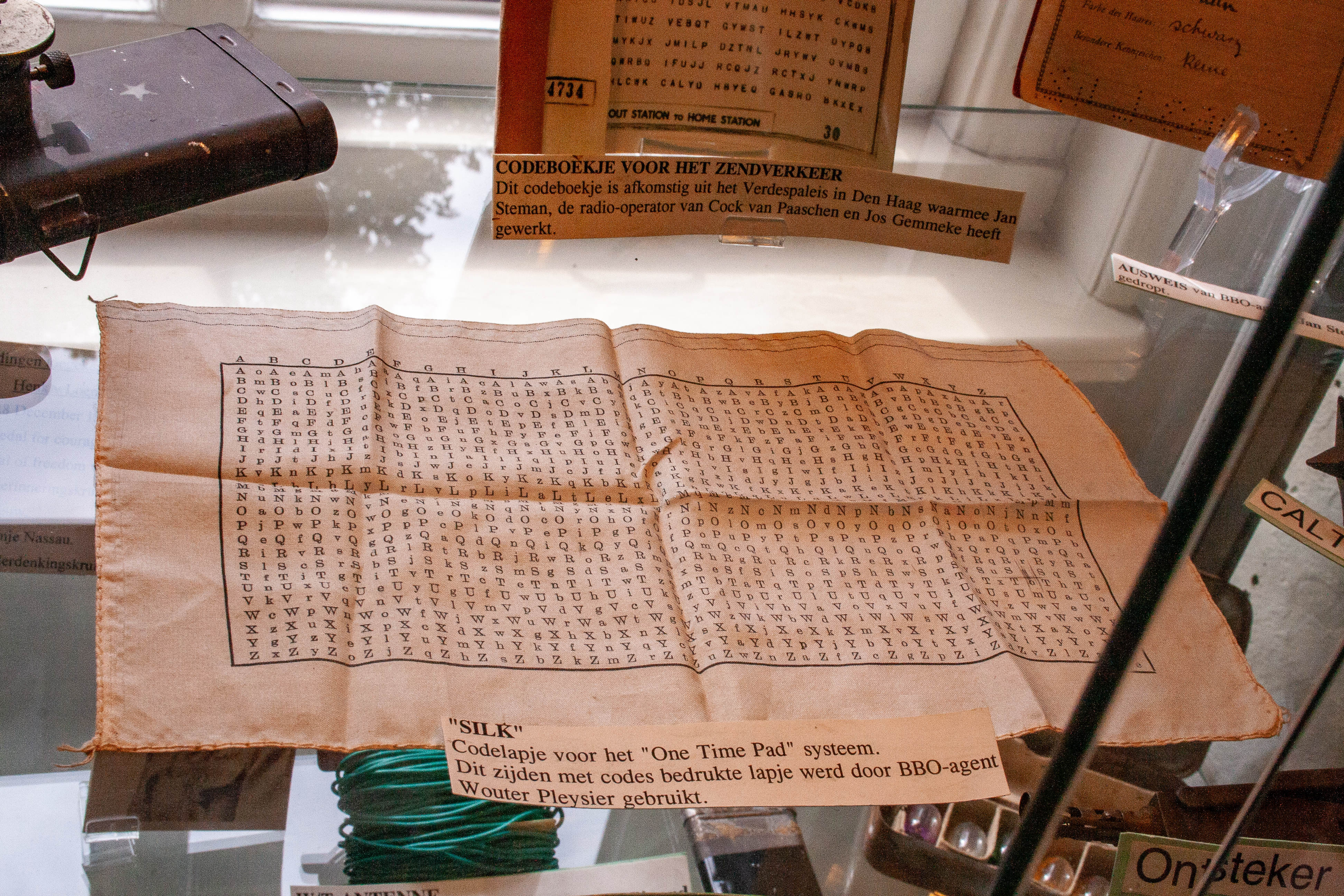
Codelapje gebruikt door Wouter Pleijsier, in het Museum 1940-1945

Wouter Pleijsier (Groningen, 7 april 1922 – Beetsterzwaag, 9 februari 2005) was tijdens de Tweede Wereldoorlog geheim agent. Hij werd tweemaal in de Achterhoek gedropt.
Wouter werd op 7 april 1922 in de stad Groningen geboren als zoon van Wouter Eddie Pleijsier uit Groningen en Katharina Jacoba van Haften uit Vlaardingen.

## Oorlogsjaren
Hij was marconist en werd op 17 maart 1944 door Bureau Bijzondere Opdrachten ten Oosten van Ommen geparachuteerd samen met Tom Gehrels (19). Zij moesten de verbinding tussen het georganiseerd verzet in de Achterhoek en het hoofdkwartier in Londen tot stand brengen.
In de nacht van 22 april 1945 werd hij nogmaals op die plek geparachuteerd, waarna hij het verzet in Noord-Holland moest helpen.

## Na de oorlog
Na de oorlog werkte hij voor de KLM, waar hij hoofd van de afdeling Vliegveiligheid werd. Hij trouwde in 1954 met de 24-jarige Maria de Jong uit Amsterdam en kreeg vier kinderen.

## Onderscheiding
- King's Commendation for Brave Conduct